# Beatriz Meyer
Beatriz Meyer, Ciudad de México, 12 de julio de 1961, es una escritora mexicana cuya obra busca deliberadamente representar y dar voz a la mujer.
A la par de la creación, Meyer ha dedicado parte de su carrera a la formación de escritores, principalmente a través de la Escuela de la Sociedad General de Escritores de México (Sogem), la cual dirigió durante más de una década en su sede de la ciudad de Puebla.
Su obra ha sido considerada como fundamental para entender el desarrollo de la literatura local de Puebla, el estado donde radica desde la década de 1990. Es ganadora, entre otros premios y reconocimientos, del XLVI Concurso Latinoamericano de Cuento Edmundo Valadés, uno de los más importantes en su tipo en América Latina.

## Biografía
Beatriz Meyer creció en el seno de una familia autoritaria integrada por cuatro hijos y dos hijas que vivía en el sur de la Ciudad de México. El padre, apoderado del Hipódromo de las Américas, pasaba gran parte del tiempo en el trabajo y murió cuando Beatriz era adolescente.
Desde temprana edad, Beatriz expresó su interés por las letras y a los 8 años escribió su primera novela que ella misma confiesa era una copia de Mujercitas de Louisa May Alcott. Aunque durante un tiempo cultivó la poesía, finalmente se decantó por la narrativa.
Junto con el descubrimiento de la literatura, la infancia fue una etapa en que Meyer exploró temas esotéricos o espirituales y, a las edad de 14 años, se unió a una especie de secta de nombre Hermandad Blanca, donde la entrenaron para realizar curaciones.
La dinámica caótica y violenta propia de la capital del país forjaron en ella una visión del mundo como un territorio a conquistar o del cual protegerse: cuando cursaba la escuela secundaria, escapó a un intento de secuestro de unos tipos que querían subirla a su auto.

A finales de la década de 1980, Beatriz comenzó lo que denomina el "capítulo más negro" de su historia personal cuando a su hermana le diagnosticaron esclerosis múltiple; tras varios años de enfermedad, moriría finalmente en 2005. 
"Ahí estaba, golpeando el volante con desesperación creciente, sin saber –pero intuyendo– lo que implicaba el diagnóstico atroz que me acababa de comunicar el neurólogo, renuente a dar su veredicto final después de dos años de pruebas, análisis sofisticadísimos, visitas a toda clase de especialistas, juntas de médicos y largas estancias hospitalarias. [...] Poco sabía yo del calvario de la esclerosis múltiple. Una larga noche cayó sobre la vida de mi hermana y la de mi familia, que se dispersó. Dieciocho años sin poder reír sin culpa, divertirse o festejar los acontecimientos que hacen de la vida un descubrimiento, una experiencia inédita y feliz sin recordar a la joven en su silla de ruedas, ciega y apartada del mundo".
Al terminar sus estudios de preparatoria, ingresó a la Universidad Nacional Autónoma de México (UNAM) donde cursó la carrera de Ciencias de la Comunicación, para posteriormente estudiar el diplomado de Creación Literaria de la Sociedad General de Escritores de México (Sogem).
A la par de sus estudios, trabajó como traductora y correctora de estilo en diversas editoriales.
A principios de la década de 1990, Meyer se mudó al estado de Puebla, al municipio de San Pedro Cholula -donde continúa viviendo- para estudiar en la Universidad de las Américas Puebla.

### Sogem
Meyer fue directora durante 15 años de la Escuela de Escritores de la Sociedad General de Escritores de México, proyecto adosado al Instituto Municipal de Arte y Cultura de Puebla, donde fungió además como Subdirectora de Promoción Cultural y Patrimonial durante dos administraciones, la de Pedro Ocejo Tarno y la de Martha Patricia Sánchez Matamoros.

## Obra
Un elemento clave en la obra de Beatriz Meyer es la presencia de las mujeres, sin caer en discursos reivindicadores o en la insistencia de que quien enuncia es mujer pero, al mismo tiempo, señalando el machismo o la misoginia si es necesario. 
"Elijo temas sobre mujeres porque es una incógnita nuestra vida como género y como parte sustancial de este mundo. Somos un género muy fuerte, hemos transformado muchas cosas, pero también nos han impedido estar allí cuando más se ha necesitado".
Las "intensidades emocionales" de escritoras como Inés Arredondo, Amparo Dávila y Elena Garro marcaron la obra de Meyer, la cual presenta un "versátil dominio de la técnica" y una variedad de "retos narrativos cuyos temas pueden ir desde el encuentro de un estudiante en Canadá con las drogas hasta historias de piratas", haciéndola una escritora de una multitud de géneros que además abarca la crónica, la novela, la reseña, el ensayo y la literatura infantil.
En 2003, Meyer fue incluida en la antología de literatura creada en Puebla titulada Insólitos y ufanos, compilada por Jorge Arturo Abascal y publicada por la universidad pública del estado, la BUAP, y la Secretaría de Cultura de la entidad.
En la primera década del siglo XXI, su obra, junto con la de una veintena de otras escritoras y escritores nacidos o radicados en el estado de Puebla, fue considerada como fundamental "para entender el desarrollo de la literatura escrita" en esa entidad.

## Premios, becas y distinciones
- Becaria del Instituto Nacional de Bellas Artes y Literatura (INBAL) de México (1989-1990).[5]
- Becaria del Consejo Nacional para la Cultura y las Artes (Conaculta) de México (1990-1991).[5]
- Ganadora del Concurso de Guion de Telenovela Marie Claire (1997) por Enemigos.[5]
- Becaria del Fondo Nacional para la Cultura y las Artes (Fonca) 1997).[12]
- Ganadora del XLVI Concurso Latinoamericano de Cuento Edmundo Valadés por El tercer día. [13][14]

## Obra publicada

### Antología individual de cuento
- Para sortear la noche (1995). Ciudad de México, México: Editorial Chamán.
- Este lado del silencio (2001). Puebla, México: Benemérita Universidad Autónoma de Puebla, Colección Arteriscos.
- Las Errantes (2003). Ciudad de México, México: Editorial ABZ.
- Los animales de San Miguel (2005). Ciudad de México, México: Editorial ABZ.
- Sucedió un cuerpo (2012). Puebla, México:  Benemérita Universidad Autónoma de Puebla, Colección Asteriscos.

### Antología colectiva de cuento
- Insólitos y ufanos. Antología del cuento en Puebla 1990-2001 (2006). Compilación de Jorge Arturo Abascal. Puebla, México: Benémerita Universidad Autónoma de Puebla y Secretaría de Cultura del estado de Puebla.
- México sabe México: textos de cincuenta prosistas contemporáneos (2010). Recopilación de Concepción Zayas. Sevilla, España: Universidad de Sevilla.
- La trampa de la medusa: Antología de alumnos de la Escuela de Escritores Sogem-Puebla (2011). Puebla, México: Benemérita Universidad Autónoma de Puebla e Instituto Municipal de Arte y Cultura de Puebla.

### Antología colectiva de poesía
- La mujer rota (2008). Compilación de Patricia Medina. Guadalajara, México: Literalia Editores.

### Novela
- El mundo de aquí (2013). Ciudad de México: Ediciones de Educación y Cultura.
- Meridiana (2016). Ciudad de México: El Tapiz del Unicornio.[5][15]